# Preševo
Preševo (izvirno srbsko Прешево) je naselje v Srbiji, ki je središče istoimenske občine; slednja pa je del Pčinjskega upravnega okraja.

## Demografija
V naselju živi 8641 polnoletnih prebivalcev, pri čemer je njihova povprečna starost 29,9 let (29,2 pri moških in 30,5 pri ženskah). Naselje ima 3073 gospodinjstev, pri čemer je povprečno število članov na gospodinjstvo 4,37.
|  |

| Demografija | Demografija     | Demografija     |
| Leto        | Št. prebivalcev | Št. prebivalcev |
| ----------- | --------------- | --------------- |
|             |                 |                 |
|             |                 |                 |
|             |                 |                 |
|             |                 |                 |
| 1948        | 5102            |                 |
| 1953        | 5051            |                 |
| 1961        | 5680            |                 |
| 1971        | 7657            |                 |
| 1981        | 11637           |                 |
| 1991        | 15107           | 14367           |
| 2002        | 17899           | 13426           |
|             |                 |                 |

| Etnična sestava po popisu iz leta 2002 | Etnična sestava po popisu iz leta 2002 | Etnična sestava po popisu iz leta 2002 | Etnična sestava po popisu iz leta 2002 | Etnična sestava po popisu iz leta 2002 |
| -------------------------------------- | -------------------------------------- | -------------------------------------- | -------------------------------------- | -------------------------------------- |
| Albanci                                | Albanci                                |                                        | 11.746                                 | 87,48%                                 |
| Srbi                                   | Srbi                                   |                                        | 1.231                                  | 9,16%                                  |
| Romi                                   | Romi                                   |                                        | 321                                    | 2,39%                                  |
| Makedonci                              | Makedonci                              |                                        | 14                                     | 0,10%                                  |
| Bošnjaki                               | Bošnjaki                               |                                        | 12                                     | 0,08%                                  |
| Rusi                                   | Rusi                                   |                                        | 4                                      | 0,02%                                  |
| Hrvati                                 | Hrvati                                 |                                        | 3                                      | 0,02%                                  |
| Muslimani                              | Muslimani                              |                                        | 3                                      | 0,02%                                  |
| Črnogorci                              | Črnogorci                              |                                        | 2                                      | 0,01%                                  |
| Madžari                                | Madžari                                |                                        | 2                                      | 0,01%                                  |
| Čehi                                   | Čehi                                   |                                        | 1                                      | 0,00%                                  |
| Neznano                                | Neznano                                |                                        | 42                                     | 0,31%                                  |